# Latest Greatest Straitest Hits
Latest Greatest Straitest Hits è una compilation del cantante statunitense George Strait, pubblicata il 7 marzo 2000 dalla MCA Records.

## Tracce
1. The Best Day – 3:24 (Carson Chamberlain, Dean Dillon)
2. Murder on Music Row (con Alan Jackson) – 4:22 (Larry Cordle, Larry Shell)
3. Carrying Your Love with Me – 3:50 (Steve Bogard, Jeff Stevens)
4. Adalida – 3:35 (Mike Geiger, Mike Huffman, Woody Mullis)
5. Lead On – 3:26 (Dean Dillon, Teddy Gentry)
6. Carried Away – 3:21 (Steve Bogard, Jeff Stevens)
7. Blue Clear Sky – 2:53 (Bob DiPiero, John Jarrard, Mark D. Sanders)
8. We Really Shouldn't Be Doing This – 2:30 (Jim Lauderdale)
9. I Can Still Make Cheyenne – 4:15 (Aaron Barker, Erv Woolsey)
10. True – 3:36 (Marv Green, Jeff Stevens)
11. King of the Mountain – 3:29 (Larry Boone, Paul Nelson)
12. Round About Way – 3:03 (Steve Dean, Wil Nance)
13. You Can't Make a Heart Love Somebody – 3:20 (Steve Clark, Johnny MacRae)
14. One Night at a Time – 3:50 (Roger Cook, Eddie Kilgallon, Earl Bud Lee)
15. Today My World Slipped Away – 3:14 (Vern Gosdin, Mark Wright)

## Classifiche

### Classifiche settimanali
| Classifica (2000) | Posizione massima |
| ----------------- | ----------------- |
| Stati Uniti       | 2                 |

### Classifiche di fine anno
| Classifica (2000) | Posizione |
| ----------------- | --------- |
| Stati Uniti       | 76        |